# Ussimäe
 (novembre 2024).
Ussimäe est un village de la commune de Sõmeru du comté de Viru-Ouest en Estonie.
Au 31 décembre 2011, il compte 485 habitants.